# Georges Meunier
Georges Meunier (* 9. Mai 1925 in Vierzon; † 13. Dezember 2015) war ein französischer Radrennfahrer und nationaler Meister im Radsport.

## Sportliche Laufbahn
Meunier wurde 1957 und 1960 nationaler Meister im Querfeldeinrennen (heutige Bezeichnung Cyclocross). Bei der ersten UCI-Weltmeisterschaft 1950 in Vincennes wurde er beim Sieg von Jean Robic Vierter. Eine Bronzemedaille im Weltmeisterschaftsrennen konnte er 1957 beim Sieg von André Dufraisse erringen. 1945 startete er als Unabhängiger. Von 1946 bis 1961 war er als Berufsfahrer aktiv.
Fünfmal bestritt er die Tour de France. In der Tour 1951 und der von 1953 gewann er jeweils eine Etappe. Sein bestes Ergebnis in der Gesamtwertung erzielte er mit dem 9. Platz 1950. 1951 siegte er im Eintagesrennen Paris–Limoges.

## Familiäres
Seine Söhne Jean-Claude Meunier und Alain Meunier waren ebenfalls Radprofis.